# Vincent Ducrot

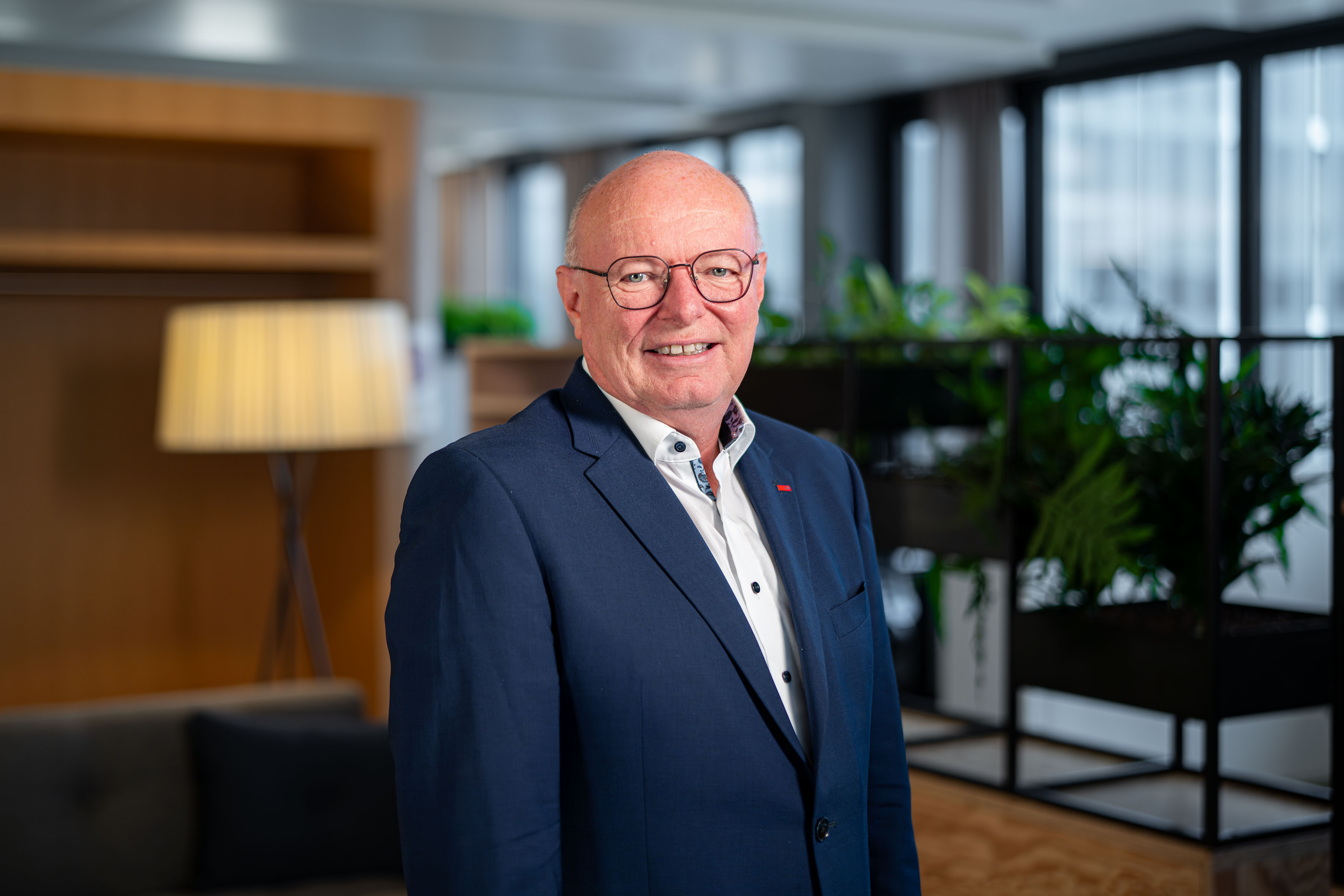
Vincent Ducrot (2024)

Vincent Ducrot (* 7. September 1962 in Châtel-Saint-Denis) ist ein Schweizer Manager. Der als Elektroingenieur ausgebildete und auf Informatik spezialisierte Ingenieur war von 2011 bis 2020 Generaldirektor der Freiburgischen Verkehrsbetriebe (TPF). Am 9. Dezember 2019 wurde er zum Konzernchef der Schweizerischen Bundesbahnen (SBB) nominiert. Er hat die Stelle am 1. April 2020 übernommen. Ducrot war schon früher, von 1993 bis 2011, im Projektmanagement bei den SBB tätig.

## Werdegang
Ducrot wurde als ältester Sohn von drei Kindern 1962 in Châtel-Saint-Denis im Kanton Freiburg geboren. Er besuchte das Gymnasium in Bulle und machte dort eine Matura in Latein/Sprachen.
Nach Maturabschluss erwarb Ducrot 1987 ein Diplom als Elektroingenieur (Schwerpunkt in Informatik) an der Eidgenössischen Technischen Hochschule in Lausanne. Er absolvierte zudem ein Nachdiplom in Technischen Betriebswissenschaften am Betriebswissenschaftlichen Institut (BWI) der Eidgenössischen Technischen Hochschule in Zürich, sowie eine Zertifizierung im Portfoliomanagement (Certified Portfolio Director IPMA Level A). Weiter hat er am International Institute for Management Development in Lausanne das Weiterbildungsprogramm OWP (Orchestrating winning performance) absolviert.
Ducrots Einstieg ins Berufsleben erfolgte 1986, als Informatiker in verschiedenen Anstellungen in der Schweiz und im Ausland (Europa und Vereinigte Staaten).
Er ist verheiratet, Vater von sieben Kindern und wohnt in der Nähe von Freiburg. Eines der Kinder brachte seine jetzige Frau mit in die Ehe.

## Bei den Schweizerischen Bundesbahnen
1993 begann Ducrot im Bereich Eisenbahnverkehr als Leiter der Einheit Software-Entwicklung bei den Schweizerischen Bundesbahnen. Von 1997 bis 2002 war er Delegierter der SBB bei der Expo.02.
Von 1999 bis 2010, als Leiter des Bereichs Fernverkehr, war er für die Erarbeitung und Umsetzung der Verkehrsstrategie der Langstreckenlinien im schweizerischen Bahnverkehrsnetz zuständig. Darunter fielen insbesondere die Einführung der ersten Etappe von Bahn 2000, mit Inbetriebnahme im Dezember 2004, sowie das Projekt der Neuen Eisenbahn-Alpentransversale und der neuen Lötschberg-Bergstrecke, deren 34,6 Kilometer langer Basistunnel im Juni 2007 eröffnet wurde.
Auf internationaler Ebene arbeitete er an der Entstehung von Lyria mit, welche die TGV-Verbindung zwischen Frankreich und der Schweiz sicherstellt.
Ducrot erstellte auch das SBB-Verkehrskonzept der Schweiz für die Fussball-Europameisterschaft 2008.
Von 2009 bis 2010 übernahm er gleichzeitig die Funktion als übergangsmässiger Leiter der Abteilung Personenverkehr.

### Freiburgische Verkehrsbetriebe
Anfang Juli 2011 wurde Ducrot zum Generaldirektor der Freiburgischen Verkehrsbetriebe ernannt. Er wandelte die TPF in eine Holding um. Unter seiner Leitung stieg die Anzahl der Reisenden von 25,7 Millionen Personen 2011 auf 32,5 Millionen im Jahr 2018. Die Anzahl Mitarbeitender der TPF stieg von 700 auf rund 1200 Personen an.

#### Modernisierung der Infrastruktur
Unter seiner Leitung wurden mehrere neu ausgebaute Bahnhöfe in Betrieb genommen, wie zum Beispiel in Bossonnens, Belfaux, Pensier, Münchenwiler-Courgevaux, Montbovon und in Châtel-Saint-Denis, dessen Bahnhof gemeinsam mit der Gemeinde Châtel-Saint-Denis sowie der kantonalen Raumplanungs-, Umwelt- und Baudirektion ausgebaut wurde.
Von 2014 bis 2019 wurden zudem fünf Bahnhofsareale als «neue Lebensräume» konzipiert, z. B. in Bulle und Châtel-St-Denis. Anfang 2019 eröffnete das von ihm initiierte neue Unterhalts- und Betriebszentrum der TPF Givisiez.
Zu seiner Bilanz gehören auch technologische Innovationen, wie die Teilnahme an der Einführung der Fairtiq-App, die von 21 Verkehrsunternehmen der Schweiz angeboten wird, und des SMS-Billetts (App für den Kauf von Bustickets per SMS). 2017 eröffneten die TPF die erste autonome Shuttlebuslinie mit Navya-Fahrzeugen in Marly, auf der die Busse elektrisch und ohne Fahrpersonal verkehren sollen.

### Schweizerische Bundesbahnen
Am 10. Dezember 2019 gab der Verwaltungsrat der SBB die Nominierung von Ducrot als CEO bekannt, mit Amtsantritt zum 1. April 2020. Er übernahm somit die Nachfolge von Andreas Meyer, der seit 2007 an der Spitze des Unternehmens stand und im September 2019 seinen Rücktritt bekannt gegeben hatte. Am Anfang seine Karriere an der Spitze der SBB stand Vincent Ducrot somit vor der unerwarteten und grossen Herausforderung den durch die COVID-19-Pandemie bedingten Rückgang des Schweizer Bahnverkehrs zu bewältigen und gleichzeitig die Wiederaufnahme des normalen Fahrplans zu einem noch unbekannten Zeitpunkt auf die Bahn zu bringen.

## Veröffentlichungen
- Das Projekt «Rollmaterial-Datenbank» (ROMA): Steigerung der Produktivität der Anwendungsentwicklung. In: Walter Brenner, Christoph Binkert, Michael Lehmann-Kahler (Hrsg.): Information Engineering in der Praxis. Konzepte und Strategien zur Software-Eigenentwicklung. Campus, Frankfurt am Main 1996, ISBN 3-593-35595-7, S. 136–148.